# Staranzano
Staranzano (en friülà, Staranzan) és un municipi italià, dins de la província de Gorizia. Forma part de la Bisiacaria. L'any 2007 tenia 7.013 habitants. Limita amb els municipis de Grado, Monfalcone, Ronchi dei Legionari i San Canzian d'Isonzo.

## Administració
| Període | Identitat      | Partit        |
| ------- | -------------- | ------------- |
| 2004-   | Lorenzo Presot | Llista cívica |